# Luigi Capuana
Luigi Capuana (ur. 28 maja 1839 roku w Mineo, zm. 29 listopada 1915 roku w Katanii) – włoski poeta i pisarz, tworzący także w dialekcie sycylijskim, krytyk literacki, jeden z głównych teoretyków weryzmu w literaturze, wykładowca akademicki.

## Życiorys
Luigi był synem właściciela ziemskiego. Edukację na poziomie podstawowym odebrał w domu od nauczycieli prywatnych, następnie był uczniem szkoły z internatem w Bronte. W 1857 roku podjął studia prawnicze na Uniwersytecie w Katanii, jednak z powodu braku zainteresowania przedmiotem studiów i zaangażowania politycznego w 1860 roku porzucił uczelnię. W tym samym roku zaciągnął się do oddziałów Garibaldiego, z entuzjazmem popierając ideę budowy unitarnego państwa włoskiego. W 1864 roku opuścił Sycylię i osiedlił się we Florencji, gdzie zaczął brać udział w miejscowym życiu kulturalnym. Tam nawiązał znajomość z Giovannim Vergą, która po 1870 roku przerodziła się w wieloletnią korespondencję i miała znaczący wpływ na twórczość obydwu pisarzy. W 1866 roku został zatrudniony jako krytyk teatralny w piśmie „La Nazione”.
Z powodu złego stanu zdrowia w 1866 roku Capuana musiał powrócić do rodzinnego Mineo, a następnie, zmuszony złą sytuacją finansową po śmierci ojca, podjął pracę w miejscowej administracji lokalnej. Uzyskał nawet urząd burmistrza Mineo; równolegle na własną rękę uzupełniał swoje wykształcenie m.in. o lekturę tekstów Hegla. Od 1877 roku współpracował z dziennikiem „Il Corriere della Sera” i regularnie wyjeżdżał do Rzymu i Mediolanu. W latach 1882–1883 był redaktorem naczelnym pisma „Fanfulla della Domenica”, ukazującego się w Rzymie. Następnie powrócił do Mineo, by na kolejną kadencję zostać ponownie burmistrzem.
Dzięki obszernemu dorobkowi literackiemu (recenzjom, esejom, artykułom krytycznym i literaturoznawczym, opowiadaniom) uzyskał prawo ubiegania się o pracę wykładowcy akademickiego. W 1890 roku uzyskał posadę wykładowcy literatury włoskiej w Żeńskiej Wyższej Szkole Pedagogicznej w Rzymie. W 1908 roku przeniósł się na Uniwersytet w Katanii, gdzie został kierownikiem Katedry Leksykografii i Stylistyki. Po sześciu latach uzyskał prawo do emerytury profesorskiej; rok później zmarł wskutek zapalenia płuc.

### Życie prywatne
Capuana przeżył niemal dwadzieścia lat w nieformalnym związku ze służącą Beppą Sansone, którą poznał w Mineo już jako burmistrz miasta. Romans ten zakończył się małżeństwem kobiety z innym mężczyzną, którego wskazał jej sam Capuana, pragnąc pozbyć się kochanki. Drugą wieloletnią partnerką pisarza była znacznie młodsza od niego Adelaida Bernardini, z którą związał się przed rokiem 1902, zaś w 1908 roku ożenił się z nią.

## Twórczość

### Teoretyk weryzmu
Luigi Capuana zalicza się do najważniejszych teoretyków włoskiego weryzmu obok krytyka Francesco de Sanctisa. Swój pogląd na rolę i kształt powieści Capuana wyłożył w przedmowie do zbioru swoich esejów Współczesny teatr włoski z 1872 roku. Stwierdził w niej, że rozwój gatunków literackich jako odzwierciedlenie stale rozwijającej się ludzkiej myśli to dialektyczny proces charakteryzujący się wyraźną logiką wewnętrzną – każdy gatunek osiąga swój szczytowy moment rozwoju, następnie jest wypierany przez inny, który lepiej oddaje umysłowość epoki. Dlatego zdaniem Capuany w dziedzinie dramatu ludzkość nie jest w stanie stworzyć już niczego doskonalszego niż osiągnięcia współczesnych twórców francuskich. Miejsce dramatu zajmie powieść realistyczna, stawiająca sobie za cel oddanie w złożony i precyzyjny sposób całego życia w czasach współczesnych autorowi. Capuana twierdził, że poza Narzeczonymi Alessandra Manzoniego w literaturze włoskiej nie powstała dotąd żadna prawdziwa powieść.
Dalsze rozważania nad istotą nowoczesnej powieści Capuany zawarł w eseju poświęconym powieści Emila Zoli Kartka miłości. W tekście tym stwierdził, że znakiem czasu w odniesieniu do literatury jest przenikanie elementów analizy naukowej do fikcji literackiej. Postulował, by sztuka łączyła się z nauką, nie tracąc typowych dla siebie cech: wyobraźni i uczucia twórczego. Capuana uważał także, że literatura nie może pozostawać w służbie jakiejkolwiek ideologii. Z kolei proces twórczy nowoczesnego pisarza-naturalisty (werysty) Capuana scharakteryzował w eseju ze zbioru Studia nad literaturą współczesną. Teoretyk stwierdził, że zadaniem autora jest jedynie wykreowanie sytuacji wyjściowej powieści, następnie zaś nie może on w żaden sposób ingerować w akcję utworu, pozwalając, by każda postać rozwijała się w naturalny dla siebie sposób. Tym samym dzieło powinno być traktowane jako odrębny od twórcy byt. Postawę autora wobec swojego tekstu Capuana nazywał „doskonałą bezosobowością”. W jego ocenie pierwszym pisarzem, w którego twórczości widoczna była bezosobowość autora, był Honoré de Balzac. Dalszy krok w rozwoju tego typu powieści stanowiły dzieła Gustave'a Flauberta, Emila Zoli, natomiast za szczytowy moment opisywanego procesu Capuana uznał opowiadania i powieści Giovanniego Vergi. Za doskonały przykład werystycznego utworu literackiego krytyk uznał teksty wchodzące w skład tomu opowiadań Życie wśród pól.

### Pisarz
Pierwsze utwory literackie Capuana napisał jeszcze jako student prawa; zajął się wówczas poezją w języku sycylijskim. Planował również stworzenie utworów dramatycznych, jednak projektów tych nie zrealizował. Przez wiele lat zajmował się następnie krytyką literacką i publicystyką o tejże tematyce, zarzucając tworzenie własnych utworów aż do 1877 roku.
Pierwszy tom opowiadań Capuany, Profile kobiece (wł. Profile di donne) został wydany w 1877 roku. Bohaterkami tekstów, które weszły w skład tomu, są kobiety z wyższych sfer wzorowane na postaciach z utworów Alexandre'a Dumasa syna oraz z wczesnych opowiadań Giovanniego Vergi. Kolejne utwory Capuany reprezentowały już poetykę naturalistyczną i wyraźny był w nim wpływ dzieł Emila Zoli. Jemu zresztą włoski pisarz zadedykował swoją pierwszą powieść Hiacyntę, wydaną w 1879 roku. Podobny charakter miała kolejna powieść Zapach z 1890 roku.
Capuana opublikował również około 300 opowiadań pisanych dla różnych czasopism – nierzadko z pobudek czysto ekonomicznych, zwłaszcza w ostatnich latach życia twórcy, gdy jego sytuacja materialna stała się trudna. Tematami opowiadań Capuany były tragiczne historie miłości i związków międzyludzkich. Stale powracają w nich postacie bohaterek, które z trudnych do zrozumienia dla nich samych pobudek (uzasadnianych często, w myśl teorii naturalistycznej, względami fizjologicznymi) wchodzą w konflikt z tradycyjną moralnością, wywołując cierpienie własne i bliskich osób. Znaczące miejsce w dorobku pisarza zajmują także opowiadania o tematyce sycylijskiej, obrazujące życie na wsi w rodzinnym regionie autora, w znacznym stopniu naśladujące dzieła Giovanniego Vergi o analogicznej problematyce. Capuana wielokrotnie wprowadzał do swoich utworów postacie jawnie kopiujące bohaterów utworów Vergi, jednak nie potrafił nadać swoim tekstom podobnej głębi psychologicznej i uniwersalnego wydźwięku. Jedynie w niektórych utworach pisarz z powodzeniem przedstawiał typowe dla współczesnej mu Sycylii stosunki społeczne, np. deklasację szlachty związaną z powolnym upadkiem feudalizmu. Za najlepsze opowiadania Capuany Krzysztof Żaboklicki uważa wydane Kumostwo z 1892 roku oraz Brata Mrówkę z 1887 roku.
Na początku XX wieku Capuana zaczął rozczarowywać się co do weryzmu i naturalizmu (pojęcia te traktował jako synonimy) i opublikował tom opowiadań zatytułowany Dekameronik, w którym zawarł teksty obce dotychczasowej poetyce. Nie zerwał jednak całkowicie z dotychczasowym stylem pisania i w 1901 roku wydał zawierającą werystyczne elementy powieść Margrabia di Roccaverdina, nad którą pracował przez dwadzieścia lat. Był to jednak ostatni tekst prozatorski Capuany o znacznej wartości. Kolejne tomy opowiadań sycylijskich, pisane w celach zarobkowych, krytyka literacka uznała za słabe. W 1907 roku pisarz wydał powieść Rezygnacja – pozbawione większych literackich ambicji studium postaci literata, który przez wiele lat usiłował odnieść sukces, by ostatecznie przekonać się o własnym braku talentu. W ostatnich latach życia Capuana tworzył głównie osadzone w sycylijskim środowisku baśnie i opowiadania dla dzieci, jak również teatralne adaptacje własnych starszych tekstów w dialekcie rodzinnej wyspy. Te ostatnie utwory były na Sycylii bardzo dobrze przyjmowane i w latach 1911–1921 zostały wydane w tomie Sycylijski teatr dialektalny. Z tekstów przeznaczonych dla dzieci szczególne miejsce w twórczości Capuany zajmuje przeznaczony dla młodzieży Król Niedbaluch z 1905 roku – baśń świadczy o przyjęciu przez autora w podeszłym wieku skrajnie konserwatywnych poglądów (utwór jest apologią nacjonalistycznej dyktatury).